# Garrincha-chorona
Rabo-espinhoso-de-itatiaia ou garrincha-chorona (Oreophylax moreirae, ou Schizoeaca moreirae) é uma espécie de ave da família Furnariidae. Segundo a classificação tradicional, é a única espécie do género Oreophylax. A taxonomia de Sibley-Ahlquist reclassifica a espécie no género Schizoeaca.
É endémica do Brasil.
Os seus habitats naturais são matagal tropical ou subtropical de alta altitude.